# 이현승 (작곡가)
이현승(1982년 2월 27일 ~ )은 대한민국의 작곡가이자 프로듀서이다. 2000년대 초부터 현재까지 수많은 히트곡을 내며 대한민국 대표 작곡가로써 자리매김 하였다. 1999년 노래 '유승준 - Best Day' 의 작곡 및 편곡가로 데뷔하였고, 2011년부터 테디 라일리, 도미니크 로드리게즈와 Red Rocket이라는 프로듀싱팀을 결성하여 해외 작곡가들과의 콜라보레이션을 통해 아시아 지역에서의 작품활동을 펼치고 있다. 대표곡으로는 '소녀시대 - Check', 'EXO - Call Me Baby', '백지영 - 잊지 말아요', '김태우 - 사랑비', '인순이 - 아버지', '인순이 - 거위의 꿈 (편곡)', '다비치 - 8282' 등이 있다. 2015년에 키썸, 젠니오 등이 소속된 '맵스엔터테인먼트 보관됨 2015-07-22 - 웨이백 머신'를 설립했다. 작곡가 김형석의 제자이기도 하다.

## 음악 활동

### 음반 제작
- 2006년 김태우 싱글 앨범 [하고싶은말]
- 2006년 이승철 8집 앨범 [Reflection Of Sound]
- 2006년 김형석 앨범 [김형석 With Friends]
- 2007년 인순이 디지털 싱글 앨범 [거위의 꿈]
- 2007년 김조한 5집 앨범 [Soul Family With Johan]

### 작곡 및 편곡 활동
- 2006년 이승철 - 하얀새 (작곡, 편곡)
- 2006년 성시경 - 나 그리고 너야 (작곡, 편곡)
- 2011년 거미 - 기다리고 싶어 (작곡)
- 2011년 강승윤 - 니가 천국이다 (작곡, 편곡)
- 2009년 신승훈 - Love Of Iris (작곡)
- 2009년 백지영 - 잊지 말아요(작곡)
- 2009년 김태우 - 꿈을 꾸다 (작곡)
- 2009년 거미 - 그대라서 (작곡)
- 2010년 거미 - 죽어도 사랑해 (작곡)
- 2010년 케이윌 - 태양 (작곡)
- 2010년 린, 봉구 - 둘이 하나 (작곡, 편곡)
- 2010년 김태우 - 빗물이 내려서 (작곡, 편곡)
- 2009년 수호 - 월화수목금토일 (작곡)
- 2009년 이승기 - 우리 헤어지자 (작곡)
- 2009년 인순이 - 아버지 (작곡)
- 2009년 인순이 - 판타지아 (작곡)
- 2009년 인순이 - Cry (작곡)
- 2009년 김태우 - 사랑비 (작곡)
- 2009년 다비치 - 8282 (작곡)
- 2009년 박효신 - 사랑한후에 (작곡)
- 2011년 나비 - 잘 된 일이야 (작곡)
- 2012년 에일리 - 보여줄게 (작곡, 편곡)
- 2013년 레인보우 - Tell me Tell me (작사, 작곡)
- 2014년 소녀시대 - Soul (작곡)
- 2014년 f(x) - MILK (작곡, 편곡)
- 2014년 슈퍼주니어 - MAMACITA (아야야) (작곡, 편곡)
- 2015년 EXO - CALL ME BABY (작곡, 편곡)
- 2015년 레드벨벳 - Somethin Kinda Crazy (작곡, 편곡)
- 2015년 키썸 - To.Mom (Feat. 인순이) (작곡, 편곡)
- 2020년 비룡 - 신난다 (Feat. 마마무) (작곡, 편곡)
- 2023년 김완선 - Last Kiss (작곡, 편곡)